# 300 Carlos

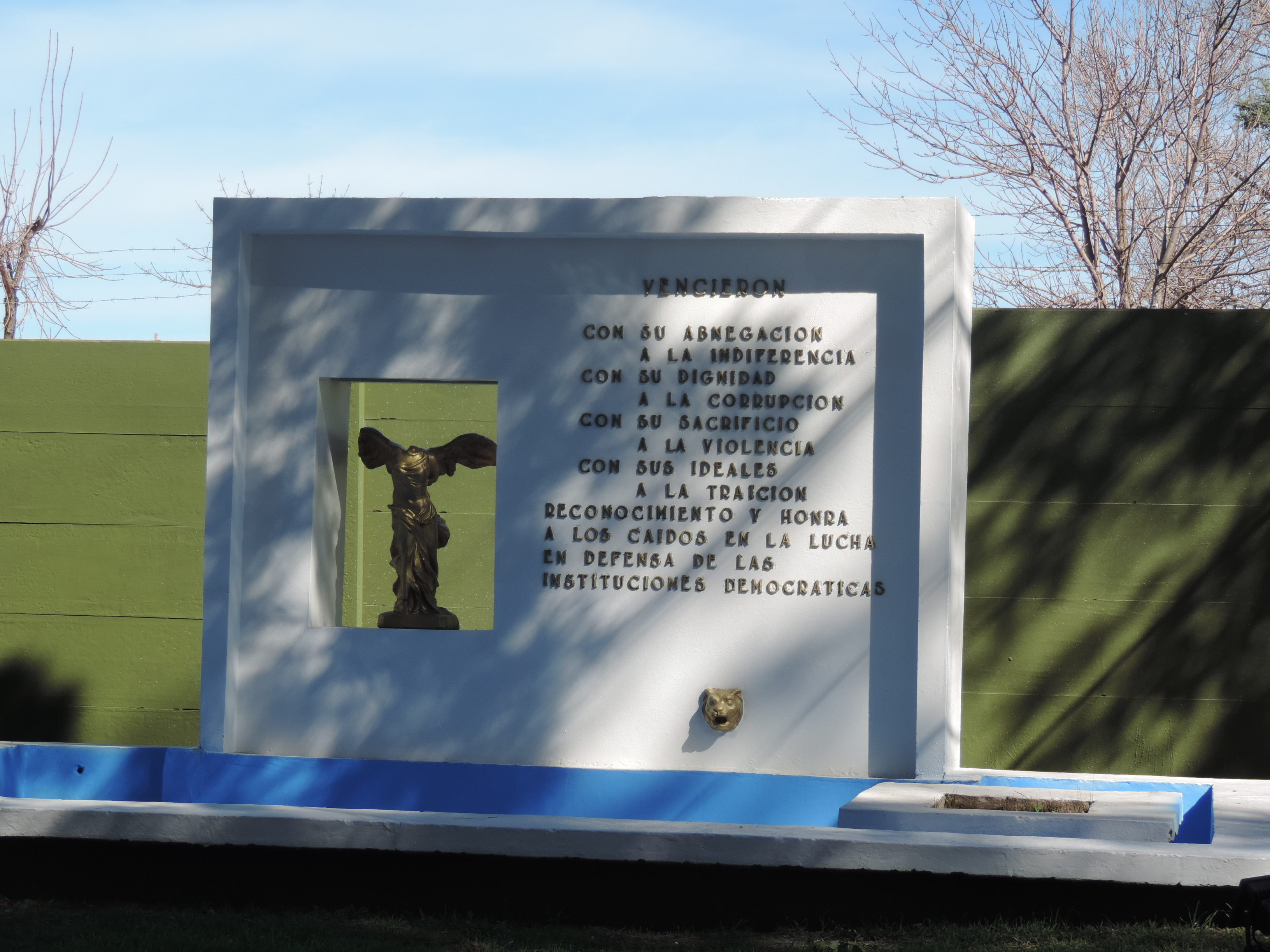
Devant les locaux des 300 Carlos. Traduction : « Ils ont gagné. Avec leur abnégation, face à l'indifférence. Avec leur dignité, face à la violence. Avec leurs idéaux, face à la trahison. Reconnaissance et honneur aux morts dans la lutte pour la défense des institutions démocratiques. »

Le « 300 Carlos », connu aussi comme le « Grand Enfer » (Infierno Grand, ou Infierno Grande en bon espagnol) ou « L'Usine » (La Fábrica), était un centre clandestin de détention et de torture (CCDT) qui a fonctionné de début novembre 1975 jusqu'à la mi-1977, pendant la période de la dictature civique-militaire de l'Uruguay. 
De nombreux prisonniers politiques y ont transité, y ont été torturés et y sont morts victimes de la guerre sale mené par l'État uruguayen contre les forces progressistes et révolutionnaires.

## Emplacement
Ce centre de détention fonctionnait dans l'entrepôt no 4 du Service de Matériel et d'Armement de l'Armée (S.M.A.), situé dans l'avenue des Instructions 1925, dans les locaux attenant au Bataillon d'Infanterie no 13, dans le département de Montevideo,.

## Description
L'origine du nom 300 Carlos n'est pas clarifiée. Une des versions raconte que le nom vient de l'« opération Morgan » qui devait arrêter 300 cadres communistes, afin de détruire le parti communiste uruguayen, Carlos se rapporterait à Karl Marx. Par ailleurs, il se pourrait que 300 soit une référence numérologique symbolisant la clef de la mort. D'autre part, le nom n'était pas utilisé de la même façon par tous, si les bourreaux utilisaient le nom 300 Carlos, les détenus et les détenues appelaient cette prison « le Grand Enfer ». 
Le centre consistait en un entrepôt de 30 à 40 mètres de long par 15 mètres de large. On y accédait par une porte coulissante et il possédait des fenêtres supérieures contre le plafond. Il possédait un sol en béton et, selon les témoignages de certains détenus, possédait des puits fermés par des planches appelés « fosas ». Ces puits auraient servi à enfouir les machines qui étaient dans l'entrepôt.
Les témoignages ont attesté avec clarté la division en quatre sections : la mezzanine, avec des salles d'interrogatoires et une salle de bains, et l'espace du hangar divisé en A, B et C. Dans ces zones, dans un premier lieu, les détenus étaient mis de « plantón » côte à côte, c'est-à-dire qu'ils étaient forcés à se tenir debout et droits sans pouvoir se reposer, d'autre part, on les forçait à demeurer assis pendant des jours et dans le secteur restant se trouvaient les détenus dans de très mauvaises conditions physiques. 
L'accès à la mezzanine se faisait au moyen d'un escalier de 17 marches. Au rez-de-chaussée, il se trouvait en dessous de la salle de bains de l'étage supérieur. Depuis la mezzanine on pouvait voir le reste de l'entrepôt.
Le 300 Carlos a intégré un réseau de prisons spéciales, il a été lié au « 300 Carlos R » ou « Petit Enfer » (Infierno Chico), et à la « Prison du Peuple » (Cárcel del Pueblo), deux autres centres clandestins de détention et de torture. La répression uruguayenne se coordonnait elle-même à une échelle continentale avec les autres dictatures d'Amérique latine au sein du « plan Condor ».

## Aujourd'hui
Le 27 juin 2016, une plaque commémorative a été déposée et il a été annoncé que l'entrepôt « est intact » et que sont « facilement reconnaissables l'échelle, la salle de torture, les machines et jusqu'aux trous dans le sol ». Ainsi conservé il est devenu un lieu de mémoire.

## Disparus
- Eduardo Bleier Horovitz (29 octobre 1975)
- Juan Manuel Brieba (30 octobre 1975)
- Fernando Miranda Pérez (30 novembre 1975)
- Carlos Pablo Arévalo Arispe (15 décembre 1975)
- Julio Gerardo Correa Rodríguez (16 décembre 1975)
- Otermin Laureano Montes De Oca Doménech (17 décembre 1975)
- Elena Quinteros Almeida (24 juin 1976)
- Julio Escudero Mattos (9 janvier 1976)